# Johan Fransson
Johan Fransson (ur. 18 lutego 1985 w Kalix) – szwedzki hokeista, reprezentant Szwecji, olimpijczyk.

## Kariera
- Norrbotten (2000)
- Kalix HC (2000-2001)
- Luleå J18 (2001-2002)
- Luleå J20 (2001-2004)
- Luleå HF (2003-2006)
- Frölunda HC (2006-2007)
- Ässät (2007)
- Linköping (2007-2009)
- HC Lugano (2009)
- Luleå HF (2009-2010)
- SKA Sankt Petersburg (2010-2011)
- Luleå HF (2011-2014)
- Rapperswil-Jona Lakers (2014-2015)
- Servette Genewa (2015-2019)
- Leksands IF (2019-)

Wychowanek klubu Kalix HC. Od sierpnia 2011 roku po raz trzeci w karierze zawodnik Luleå. Od września 2014 zawodnik Rapperswil-Jona Lakers. W maju 2015 został graczem Servette Genewa. W listopadzie 2016 przedłużył kontrakt z tym klubem o dwa lata. W kwietniu 2019 przeszedł do Leksands IF.
Uczestniczył w turniejach mistrzostw świata w 2013, 2014, 2016 oraz zimowych igrzysk olimpijskich 2018.

## Sukcesy
Reprezentacyjne
- Złoty medal mistrzostw świata: 2013
- Brązowy medal mistrzostw świata: 2014

Klubowe
- European Trophy: 2008 z Linköping, 2012 z Luleå
- Srebrny medal mistrzostw Szwecji: 2007, 2008 z Linköping, 2013 z Luleå
- Puchar Spenglera: 2010 ze SKA Sankt Petersburg

Indywidualne
- KHL (2010/2011): najlepszy obrońca miesiąca - listopad 2010
- Kajotbet Hockey Games 2013: pierwsze miejsce w klasyfikacji asystentów turnieju: 2 asysty